# 祭り囃子でゲラゲラポー/初恋峠でゲラゲラポー
「祭り囃子でゲラゲラポー/初恋峠でゲラゲラポー」は、キング・クリームソーダの2枚目のシングル。2014年10月29日にFRAMEから発売された。
テレビ東京系アニメ『妖怪ウォッチ』オープニングテーマ。前作「ゲラゲラポーのうた」のオリコンチャート4位を上回る2位を記録した。
「祭り囃子でゲラゲラポー」はニンテンドー3DSのゲームソフト『妖怪ウォッチ2 元祖』、「初恋峠でゲラゲラポー」は『妖怪ウォッチ2 本家』のテーマソングに使用された。

## 収録曲
全作詞：motsu、作曲：菊谷知樹
CD
1. 祭り囃子でゲラゲラポー [3:46]
2. 初恋峠でゲラゲラポー [3:38]
3. 祭り囃子でゲラゲラポー（オリジナル・カラオケ）[3:46]
4. 初恋峠でゲラゲラポー（オリジナル・カラオケ）[3:36]

DVD
1. 祭り囃子でゲラゲラポー (ミュージックビデオ)
2. 祭り囃子でゲラゲラポー (振りビデオ)
3. 祭り囃子でゲラゲラポー (アニメオープニングバージョン)

1. 初恋峠でゲラゲラポー (ミュージックビデオ)
2. 初恋峠でゲラゲラポー (振りビデオ)
3. 初恋峠でゲラゲラポー (アニメオープニングバージョン)